# Lily Donaldson
Lily Monica Donaldson (nascida em 27 de janeiro de 1987) é uma modelo do Reino Unido.
Em maio de 2007 apareceu na capa da revista Vogue Americana ao lado de Caroline Trentini, Jessica Stam, Raquel Zimmermann, Sasha Pivovarova, Agyness Deyn, Coco Rocha, Hilary Rhoda, Chanel Iman e Doutzen Kroes, sendo citadas como a nova geração de supermodelos.